# 엘리자베스 매티스
엘리자베스 매시스(Elizabeth Mathis, 1983년 1월 1일 ~ )는 미국의 배우이다.

## 출연 작품

### 영화
- 사랑하는 아내, 사랑스런 그녀 (2007, I Think I Love My Wife)
- 마법에 걸린 사랑 (2007)
- 트론: 새로운 시작 (2010) - 사이렌 #4 역
- 언스토퍼블 (2010) - 니콜 역
- 블루 크러쉬 2 (2011, Blue Crush 2)

### 텔레비전
- 레스큐 미 (2005)
- Tyler Perry's House of Payne (2008) - 올더 재스민 역